# アンチフットボール
アンチフットボール (英: Anti-football) は、サッカーにおいて、守備的か著しく堅固なプレースタイルに対する蔑称である。主に、そのようなプレースタイルをとったチームに対し、敗戦の結果に終わった相手チームの選手や監督によって使用されている。名詞的に「（あのチームは）アンチフットボールである」という使われ方をする場合、動詞的に「アンチフットボールする」という使われ方をする場合がある。

## 歴史と用法
このフレーズは、少なくとも2001年にはガリー・アームストロングとリチャード・ジュリアノッティがFear and Loathing in World Footballという共書の中で用いている。1968年のインターコンチネンタルカップではアルゼンチンのエストゥディアンテス・デ・ラ・プラタがイングランドのマンチェスター・ユナイテッドFCを破ったが、その際にアルゼンチンのスポーツ誌であるエル・グラフィコ (El Gráfico) の1968年版が、エストゥディアンテスに対して使用した言い回しの引用であった。2002年の2002 FIFAワールドカップの際には、ブラジル代表の優勝を助けた戦術を批判する意味合いでヨハン・クライフがこの単語を用い、「ブラジルは優勝するに値したが、彼らはひとつのチームではなかった。彼らはアンチフットボールを行い、対戦相手のミスを利用するだけでよかった」と述べた。
2003年のUEFAチャンピオンズリーグ準々決勝で、スペインのバレンシアCFがイタリアのインテルナツィオナーレ・ミラノと対戦して敗れた際、バレンシアCFを率いていたラファエル・ベニテス監督は相手のプレーをアンチフットボールだと非難した。2004年、FCバルセロナのフランク・ライカールト監督は、マーティン・オニール監督率いるセルティックFCの戦術をアンチフットボールと呼んだ。ライカールトは「（1-1で引き分けたため）私は観客に申し訳なく感じたが、セルティックFCのプレーはアンチフットボールだ。彼らは5人が横に並んだラインを2列も形成した。統計が語ってくれるが、我々は約70%のボール支配率を記録した」と述べた。2006年11月、アーセナルFCのセスク・ファブレガスは、ウェストハム・ユナイテッドFCに0-1で敗れた後に「両チームは守って守って守るばかりで時間を浪費しようとした。僕はこの試合をアンチフットボールと呼ぶ。我々はこの出来事を受け入れ、やめなければならない」と発言した。
2007年、イギリスのデイリー・テレグラフは、かつてジョゼ・モウリーニョ監督に率いられたチェルシーFCのプレースタイルを表現する際にこのフレーズを使った。ガーディアン・アンリミテッドのスポーツブログでも、ファビオ・カペッロ監督の下でのレアル・マドリードのプレースタイルをこう呼んだ。2007年10月23日、FCバルセロナのリオネル・メッシは、UEFAチャンピオンズリーグで対戦した（アイブロックス・スタジアムでの試合は0-0の引き分けに終わった）レンジャーズFCのプレースタイルをアンチフットボールであると言及した。レンジャーズFCは、FCバルセロナ戦の数週間前に行われたオリンピック・リヨン戦で3-0の勝利を収めていたが、この際のアラン・ペラン監督のチームもアンチフットボールであると非難されていた。
2010年、東南アジアサッカー選手権のグループリーグで、ベトナム代表がフィリピン代表に0-2で敗れた際、ベトナム代表のエンリケ・カリスト監督は、相手の戦術がアンチフットボールであったと語った。2010年、FIFAワールドカップ決勝のスペイン代表対オランダ代表戦で、クライフは再びアンチフットボールという単語を使用したが、今度は母国のオランダ代表に対しての言及であった。決勝の翌日、クライフはオランダ代表が長い間継続してきた攻撃的で魅力的なプレーを放棄したとし、「オランダ代表はボールを欲しなかった。そして残念なことに、彼らはとても汚いプレーをした。私は2度の醜いタックルにショックを受けたが、彼らはただちに9人でプレーするべきであった。醜く閉ざされ、下品で耐えがたく、人の注目を集めないこのスタイルはオランダ代表を不安定にした。たとえオランダ代表の選手にとっては満足でも、結局彼らは負けてしまった。彼らのプレーはアンチフットボールだ」と発言して代表を糾弾した。大会中には、クライフ以外の解説者もオランダ代表に対してアンチフットボールという表現を使用しており、特に決勝のプレーぶりに対して言及された。
ただし、これらの「アンチフットボール」を用いた例において、言葉の意味についての統一的な見解が示されているわけではなく、何をもって「アンチフットボール」と呼んでいるかの基準が明確でない点については留意が必要である。

## スタイル
「超守備的」という表現でアンチフットボールの技術的なスタイルを表すことができる。自陣に引いて待つことや相手の攻撃を許さないことにベースを置き、敵の些細なミスを利用して攻撃に転じる。このスタイルでは、屈強なディフェンダー数人、優秀なゴールキーパー、数少ない決定機でゴールを挙げられるストライカーを必要とする。ウルグアイ代表やパラグアイ代表はこのスタイルを採用していると言われることがあるが、彼らの戦術はアンチフットボールとはやや異なっている。ミッドフィールダーの流動的な動きから、トータルフットボールの試みが最初にアンチフットボールであるとされ、次にイタリアのカテナチオがアンチフットボールに近いとされた。スペインや多くのラテンアメリカの国々では、この単語はカテナチオを表現する際に使用される。